# Kęstutis Baltakis
Kęstutis Baltakis (* 1957) ist ein litauischer Badmintonspieler. 

## Karriere
Kęstutis Baltakis gewann 1980 seinen ersten nationalen Titel in Litauen. Bis 1987 folgten sechs weitere Titelgewinne, wobei er insgesamt sechs Mal im Herrendoppel sowie einmal im Mixed erfolgreich war.

## Sportliche Erfolge
| Saison | Veranstaltung                  | Disziplin    | Platz | Name                                       |
| ------ | ------------------------------ | ------------ | ----- | ------------------------------------------ |
| 1980   | Litauen: Einzelmeisterschaften | Herrendoppel | 1     | Juozas Baltrimas / Kęstutis Baltakis       |
| 1983   | Litauen: Einzelmeisterschaften | Mixed        | 1     | Kęstutis Baltakis / Jūratė Andriuscenkaitė |
| 1983   | Litauen: Einzelmeisterschaften | Herrendoppel | 1     | Kęstutis Baltakis / Arūnas Petkevičius     |
| 1984   | Litauen: Einzelmeisterschaften | Herrendoppel | 1     | Kęstutis Baltakis / Arūnas Petkevičius     |
| 1985   | Litauen: Einzelmeisterschaften | Herrendoppel | 1     | Kęstutis Baltakis / Arūnas Petkevičius     |
| 1986   | Litauen: Einzelmeisterschaften | Herrendoppel | 1     | Kęstutis Baltakis / Arūnas Petkevičius     |
| 1987   | Litauen: Einzelmeisterschaften | Herrendoppel | 1     | Kęstutis Baltakis / Arūnas Petkevičius     |

## Referenzen
- http://www.badminton.lt/index.php?m=3&zid=269

| Personendaten    | Personendaten                |
| ---------------- | ---------------------------- |
| NAME             | Baltakis, Kęstutis           |
| KURZBESCHREIBUNG | litauischer Badmintonspieler |
| GEBURTSDATUM     | 1957                         |